# 近江鉄道モハ135形電車
近江鉄道モハ135形電車（おうみてつどうモハ135がたでんしゃ）は、近江鉄道にかつて在籍していた通勤形電車である。本項では本形式と出自を同じくし、本形式と固定編成を組んだクハ1210形についても記述する。

## 概要
京急400形（初代）が車体更新を施工した際に不要となった旧車体を西武所沢車両工場を通じて4両分購入し、1966年（昭和41年）から1967年（昭和42年）にかけて自社工場で改造の上竣工したものである。入線に際しての改造項目は以下の通り。
- 車体を中央で切断し、15m級2扉車体に短縮[注釈 5][1]
- 床下機器を自社ストック品および元西武311系クモハ311・326[注釈 6]の解体発生品に換装[1]
- 連結面側に運転台を増設し、両運転台化（モハ136・137のみ）[1]

両運転台化された2両については増設運転台側は貫通構造のままとされ、貫通幌枠を避けるために一段上がった特異な雨樋形状も不変であったことから、前面から受ける印象は前後で大きく異なっていた。また、両運転台車については、米原寄り運転台直後の座席を撤去して窓内側に保護棒を追加し、郵便荷物合造車であるモユニ10の代用として運用されたこともあった。
なお、車籍上はモハ135・クハ1210はモハ133形モハ133・クハ1216の改造名義とされ、モハ136・137は自社工場製の新車扱いとされている。

## 入線後の経緯
モハ135・クハ1210は事実上固定編成として、モハ136・137は多賀線などにおける区間運用もしくは増結用車として、大きな改造を受けることなく運用された。しかし、車体の老朽化が進行したことから、モハ135・クハ1210が500系モハ504・クハ1504に名義を譲って1978年（昭和53年）6月30日付けで事実上廃車となったのを皮切りに、1981年（昭和56年）5月にはモハ136が500系モハ505に名義を譲り、最後まで残存したモハ137も1983年（昭和58年）5月に500系モハ506に名義を譲って廃車され、本形式は形式消滅した。